# Lijst van afleveringen van IC
Dit is een lijst met afleveringen van de televisieserie IC. De serie liep van 2002 t/m 2006, en werd oorspronkelijk uitgezonden op RTL 4 en RTL 5.

## Seizoen 1
| Nr. | Afleveringtitel         | Originele uitzenddatum | Gastrollen |
| --- | ----------------------- | ---------------------- | --- |
| 01  | Eén been in het graf    | 9 september 2002       | Michiel de Jong, Renée Fokker, Rifka Lodeizen en Heleen Mineur                                                                          |
| 02  | Het bloed kruipt        | 16 september 2002      | Edda Barends, Lieke van Lexmond, Beppie Melissen, Pauline Greidanus, René van Asten en Beau van Erven Dorens                            |
| 03  | Game over               | 23 september 2002      | Marcel Hensema, Peter Bolhuis, Manfred de Graaf, Suzanne Zuiderwijk, Marike van Weelden en Mies de Heer                                 |
| 04  | Het ongeluk             | 30 september 2002      | Susan Visser, Reinout Bussemaker, Stefan de Walle, Cherique de Zoeten, Belle van Heerikhuizen en Matthijs Wind                          |
| 05  | Door dik en dun         | 7 oktober 2002         | Nicole van Nierop, Marcel Faber, Joan Nederlof, Nikkie Plessen, Peter Bolhuis en Howard van Dodemont                                    |
| 06  | Hard om hart            | 14 oktober 2002        | Kees Hulst, Gonny Gaakeer, Hans Kesting en Margreet Spijker                                                                             |
| 07  | De grens                | 21 oktober 2002        | Camilla Siegertsz, Frank Lammers, Sophie Hoeberechts, Esther Vermeer, Michelle Otten en Edward Stelder                                  |
| 08  | Nieuw leven             | 28 oktober 2002        | Filip Bolluyt, Henriëtte Tol, Khaldoun Elmecky, Mimoun Oaïssa, Lizelotte van Dijk en Rembrandt Smidt                                    |
| 09  | Geef mij maar Amsterdam | 4 november 2002        | Bram van der Vlugt, Hans Kesting, Beau van Erven Dorens, Gaston van Erven, Eva Kluit en Guido van Hulzen                                |
| 10  | Horen, zien en zwijgen  | 11 november 2002       | Freek Brom, Halina Reijn, Daan van Rijssel, Elisah Braaksma en Karel Philips                                                            |
| 11  | Münchausen              | 18 november 2002       | Rachida Lallaala, Sabri Saad El Hamus, Martin Schwab, Leonoor Pauw en Luca Heuvel                                                       |
| 12  | Reykjavic               | 25 november 2002       | Ariana Schluter, Ali Ben Horsting, Chantal Janzen, Beau van Erven Dorens en Maxime Hamilton                                             |
| 13  | Virus                   | 2 december 2002        | Eric Corton, Elisabeth Versluys, Joop Wittermans, Tjitske Cnossen, Bert Bunschoten, Sandra Apperloo, Martijn Fischer en Pieter van Rijn |

## Seizoen 2
| Nr.     | Afleveringtitel              | Originele uitzenddatum | Gastrollen |
| ------- | ---------------------------- | ---------------------- | --- |
| 1 / 14  | Laatste wil                  | ? 2004                 | Truus Dekker, Marcel Musters, Sjoerd Pleijsier, Mijs Heesen en Beau van Erven Dorens                                                         |
| 2 / 15  | Soap                         | ? 2004                 | Liesbeth Kamerling, Carly Wijs en Barry Atsma                                                                                                |
| 3 / 16  | Het hoge woord               | ? 2004                 | Nettie Blanken, Klavertje Patijn, Khaldoun Elmecky, Patrick Martens, Edward Stelder en Jos Jonkers                                           |
| 4 / 17  | Mamma's kindje               | ? 2004                 | Rick Nicolet, Fedja van Huêt, Robin Rienstra, Hans Kesting en Rutger Le Poole                                                                |
| 5 / 18  | Gebroken                     | ? 2004                 | Jaap Spijkers, Betty Schuurman, Elvira Out, Tine Joustra, Bracha van Doesburgh en Thomas Pasierowski                                         |
| 6 / 19  | De genezer                   | ? 2004                 | Tom Jansen, Wivineke van Groningen, Han Oldigs, Sanne den Hartog en Arjan Kindermans                                                         |
| 7 / 20  | Crash                        | ? 2004                 | Miryanna van Reeden, Herman Boerman, Marian Mudder, Beau van Erven Dorens en Peter Bolhuis                                                   |
| 8 / 21  | 't Blijft toch familie       | ? 2004                 | Hannah van der Sande, René van Zinnicq Bergmann, Ferd Hugas, Marleen Stoltz, Rob Das en Khaldoun Elmecky                                     |
| 9 / 22  | Rozen, rumbonen en rode wijn | ? 2004                 | Hannah van der Sande, Angélique de Bruijne, Ghislaine Pierie, Marit van Bohemen, Saskia Mulder, Freark Smink, Edward Stelder en Tine Joustra |
| 10 / 23 | Business as usual            | ? 2004                 | Hannah van der Sande, Tijn Docter, Sofie Knijff en Beau van Erven Dorens                                                                     |
| 11 / 24 | Fire                         | ? 2004                 | Hannah van der Sande, Margôt Ros, Ger Thijs, Wil van der Meer, Géza Weisz en Bodine van Zalk                                                 |
| 12 / 25 | De val                       | ? 2004                 | Hannah van der Sande, Celia Nufaar, Helmert Woudenberg, Mark Scholten, Beau van Erven Dorens, Khaldoun Elmecky en Martin Schwab              |
| 13 / 26 | Zusjes                       | ? 2004                 | Hannah van der Sande, Yvonne van den Hurk, Nico de Vries, Lore Dijkman en Sjaan Duinhoven                                                    |

## Seizoen 3
| Nr.     | Afleveringtitel     | Originele uitzenddatum | Gastrollen |
| ------- | ------------------- | ---------------------- | --- |
| 01 / 27 | Voor altijd         | 2 januari 2006         | Kees Boot, Khaldoun Elmecky, Tine Joustra, Mirjam Midderham, Mike Reus                                                   |
| 02 / 28 | Kibar               | 9 januari 2006         | Irfan Dama, Turan Furat, Oya Capelle Karsman, Ozlem Solmaz. Edward Stelder                                               |
| 03 / 29 | Kwaliteit van leven | 16 januari 2006        | Arnold Gelderman, Josefien Hendriks, Hans Ligtvoet, Fockeline Ouwerkerk, Lineke Rijxman                                  |
| 04 / 30 | Reddende engel      | 23 januari 2006        | Peter Bolhuis, Rik Hoogendoorn, Harpert Michielsen, Hein van der Heijden, Mirjam Vriend                                  |
| 05 / 31 | IJs                 | 30 januari 2006        | Lieneke le Roux, Lieneke le Roux, Tim Zweije                                                                             |
| 06 / 32 | Stress              | 6 februari 2006        | Laura Hagt, Ton Kas, Aisa Winter                                                                                         |
| 07 / 33 | Twee moeders        | 13 februari 2006       | Colette Dike, Han Kerckhoffs, Mick Mulder, Finn Poncin, Marisa van Eyle                                                  |
| 08 / 34 | Prinsessendochter   | 20 februari 2006       | Tine Joustra, Marian Mudder, Pip Pellens                                                                                 |
| 09 / 35 | De act              | 27 februari 2006       | Lukas Dijkema, Cees Geel, Esgo Heil, Saar Koningsberger, Loulou Rhemrev                                                  |
| 10 / 36 | Total loss          | 6 maart 2006           | Ruurt de Maesschalck, Anke Engels, Thom Hoffman, Tine Joustra, Hans Kesting, Ad Knippels, Marian Mudder, Pip Pellens     |
| 11 / 37 | Rode baron          | 13 maart 2006          | Leslie De Gruyter, Nynke Faber, Bert Geurkink, Gaston van Erven                                                          |
| 12 / 38 | Ja, ik wil          | 20 maart 2006          | Ronald de Bruin, Khaldoun Elmecky, Marijke Frijlink, Bert Geurkink, Ruben Lürsen, Martijn Nieuwerf, Devika Strooker      |
| 13 / 39 | 1 uur               | 27 maart 2006          | Guus Dam, Genio de Groot, Sanne Edelkoort, Flip Filz, Frank Krom, Klemens Patijn, Loek Peters, Viggo Waas, Mees Wielinga |